# Mukagali Makataev
Mukagali Makataev (în kazahă Мұқағали Мақатаев, Muqaǵalı Maqataev; n. 9 februarie 1931, Qarasaz auyl⁠(d), Qarasaz auyldyq okrugı⁠(d), provincia Almaty, Kazahstan – d. 27 martie 1976, Almaty, RSS Kazahă, URSS) a fost un poet, scriitor și traducător kazah.

## Tinerețea
Mukagali Makataev s-a născut pe 9 februarie 1931 în satul Karasaz din raionul Narynkol (raionul modern Raiymbek) din regiunea Almaty. Tatăl său a murit în cel de-al Doilea Război Mondial când Mukagali avea zece ani. După absolvirea studiilor secundare la Narynkol, Mukagali a studiat în perioada 1948-1949 la Facultatea de Filologie a Universității de Stat a Kazahstanului.

## Carieră
S-a căsătorit în 1949 și a avut șase copii. În perioada 1952–1969 a lucrat ca profesor de limba rusă la un liceu, crainic la Radio Kazah, secretar executiv al ziarului Frontiera sovietică (în kazahă Советтік шекара), colaborator literar la ziarele Kazahstanul socialist (în kazahă Социалистік Қазақстан, Sotsıalıstik Qazaqtan) și Cultură și viață (în kazahă Мәдениет және Тұрмыс, Mádenıet jáne Turmys) și la revista Steaua (în kazahă Жұлдыз, Juldyz). În 1970 a devenit membru al Uniunii Scriitorilor din Kazahstan. În anii 1973–1974 a studiat la Institutul de Arte și Litere de la Moscova.
Lucrările poetice ale lui Mukagali Makataev au fost publicate pentru prima dată în 1948. El a devenit celebru cu poezia „Appassionata” (în kazahă Аппассионата, 1962). Poeziile „Lenin” (în kazahă Ленин, Lenın; 1964) și „Mlaștina” (în kazahă Мавр, Mavr; 1970) au fost dedicate lui Lenin și Marx. Volumele de poezie Salut, prieteni (în kazahă Армысыңдар достар, Armysyńdar dostar; 1966), Ai venit, rândunica mea? (în kazahă Қарлығашым келдің бе?, Qarlyǵashym keldiń be?; 1968), Of, inima mea (în kazahă Дариға жүрек , Darıǵa jurek; 1972), Când lebedele dorm (în kazahă Аққулар ұйықтағанда, Aqqýlar uıyqtaǵanda; 1974), Căldura vieții (în kazahă Шуағым менің, Shýaǵym meniń; 1975), Poemul vieții (în kazahă Өмір-дастан, Ómir-dastan; 1976), Râul vieții (în kazahă Өмір-өзен, Ómir-ózen; 1978), Inima cântă (în kazahă Жырлайды жүрек, Jyrlaıdy júrek; 1982), Șolpan (în kazahă Шолпан, Sholpan; 1984) și altele au intrat în fondul de aur al poeziei naționale kazahe. Creațiile sale în proză au fost incluse în volumul Două rândunici (în kazahă Қос қарлығаш, Qos qarlyǵash; 1988). Multe dintre poeziile lui Makataev au fost puse pe muzică și transformate în cântece.
Makataev a tradus în limba kazahă sonetele lui William Shakespeare (1970), poeziile lui Walt Whitman (1969), Nikolai Tihonov și Evgheni Evtușenko, Divina Comedie a lui Dante (1971) și alte opere literare.

## Moartea
Mukagali Makataev a murit la Almaty pe 27 martie 1976, la vârsta de 45 de ani. În anul 1999 a obținut postum Premiul de Stat al Republicii Kazahstan pentru volumul de poezii Amanat.